# Kōjirō Shinohara
Kōjirō Shinohara (jap. 篠原 弘次郎 Shinohara Kōjirō; * 20. Juli 1991 in der Präfektur Saga) ist ein japanischer Fußballspieler.

## Karriere
Kōjirō Shinohara erlernte das Fußballspielen in der Jugendmannschaft von Cerezo Osaka sowie in der Schulmannschaft der Higashi Fukuoka High School. Seinen ersten Vertrag unterschrieb er 2010 bei Fagiano Okayama. Der Verein, der in der Präfektur Kumamoto beheimatet ist, spielte in der zweithöchsten Liga des Landes, der J2 League. Von 2010 bis 2011 wurde er auch in der zweiten Mannschaft von Okayama eingesetzt. Für Fagiano Okayama Next bestritt er 26 Spiele. Die Saison 2014 wurde er an den Ligakonkurrenten Roasso Kumamoto ausgeliehen. Für Roasso bestritt er 27 Zweitligaspiele. 2018 unterschrieb er einen Vertrag beim ebenfalls in der zweiten Liga spielenden Avispa Fukuoka in Fukuoka. Ende der Saison 2020 wurde er mit dem Verein Vizemeister und stieg in die erste Liga auf. Nach dem Aufstieg verließ er Fukuoka und wechselte nach Matsumoto, wo er sich dem Zweitligisten Matsumoto Yamaga FC anschloss. Nach Ende der Saison 2021 belegte er mit dem Verein aus Matsumoto den letzten Tabellenplatz und musste in die dritte Liga absteigen.

## Erfolge
Avispa Fukuoka
- Japanischer Zweitligavizemeister: 2020  ▲